# Truncatella quadrasi
Truncatella quadrasi is een slakkensoort uit de familie van de Truncatellidae. De wetenschappelijke naam van de soort is voor het eerst geldig gepubliceerd in 1893 door Möllendorff.